# Bordás Roland
Bordás Roland (Szeged, 1992. július 1. –) magyar színész.

## Életpályája
Gyermekkorát Hetefejércsén töltötte. Az általános iskolát Vásárosnaményban végezte. Gimnáziumi éveit Nagykállóban egy drámatagozatos gimnáziumban töltötte. 2012-2017 között a Kaposvári Egyetem színész szakos hallgatója volt. 2017-től a Nemzeti Színház tagja.

## Fontosabb színházi szerepei

### Nemzeti Színház
- Liliom (2025) – Liliom
- Esthajnal (2024) – Csendőrparancsnok
- Kurázsi mama és gyermekei (2024) – Halál
- A revizor (2023) – Oszip
- Don Juan (2023) – Don Juan
- A kaukázusi krétakör (2022) – Szimon Csacsava, a palotaőrség katonája
- Tündöklő Jeromos (2022) – Ákos, legény
- Bakhánsnők (2022) – Dionüszosz
- Vadászat (2021) – Vadászok
- A Mester és Margarita (2021) – Woland
- Rómeó és Júlia (2021) – Tybalt
- Forró mezők (2020) – Makkos detektív
- Leander és Lenszirom (2020) – Mar-Szúr herceg
- Rocco és fivérei (2019) – Simone Parondi
- Meggyeskert (2019) – Trofimov, Pjotr Szergejovics, diák
- Amphitryon (2019) – Amphitryon
- Álomgyár /Dreamworks/ (2018) – John láma – amerikai származású buddhista láma
- Caligula helytartója (2018) – Probus, egy másik segédtiszt
- Woyzeck (2018) – Kikiáltó
- Egri csillagok (2018) – Hegedűs hadnagy, Hajván, Fogoly, Müezzin
- Csíksomlyói passió (2017) – Barabás
- III. Richárd (2017) – Brakenbury
- Részegek (2016) – Gabriel
- Cyrano de Bergerac (2016)
- Psyché (2015)
- Isten ostora (2014) – Hun harcos
- Fekete ég – Molnár Ferenc: A fehér felhő (2014)
- János vitéz (2014) – Ostoros legény
- Vitéz lélek (2013) – Büllents

## Filmes és televíziós szerepei
- A sátán fattya (2017) – Csépes Béla
- Attila, Isten ostora (2022) – Ataulf
- Frici & Aranka (2022) – Berény Róbert
- Most vagy soha! (2024) – Bulyovszky Gyula
- Gólkirályság (2024) – Kollár
- A szőlők királya (2024) – Mathiász János[6]

## Díjai és elismerései
- Junior Prima díj (2021)[7]
- Sinkovits Imre-díj (2022)[8]